# Pareronia tritaea
Pareronia tritaea là một loài bướm ngày thuộc họ Pieridae. Nó được tìm thấy ở Indonesia (bao gồm Sulawesi) và Philippines.

## Phụ loài
- Pareronia tritaea tritaea (miền bắc và central Sulawesi)
- Pareronia tritaea bargylia (miền nam Sulawesi)
- Pareronia tritaea hermocinia (Banggai Island)
- Pareronia tritaea bilinearis (Selajar)
- Pareronia tritaea octaviae (Tanahdjampea, Kalao)
- Pareronia tritaea illustris (Wangiwangi Island)

## Hình ảnh

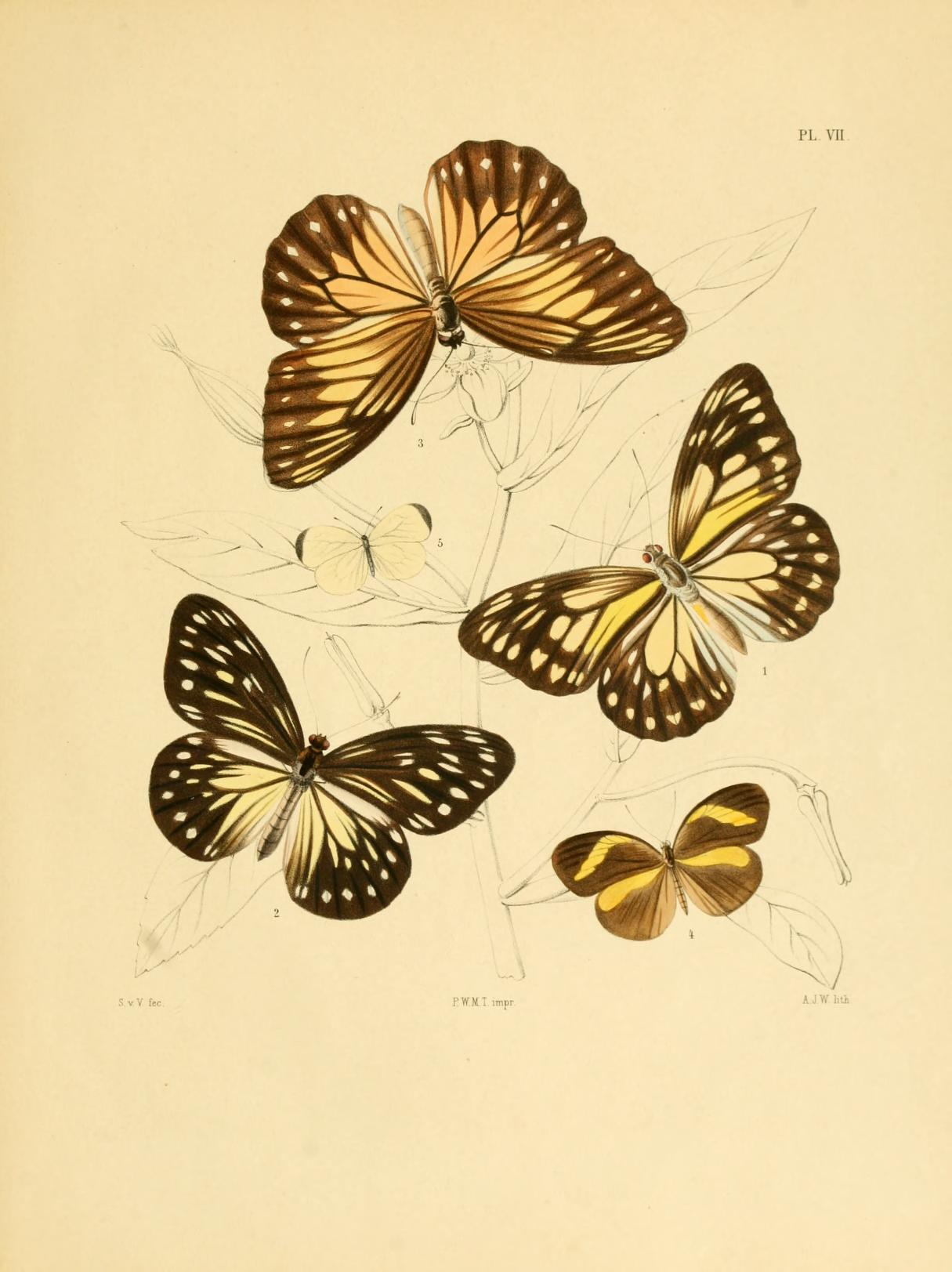